# Jürgen Hörner
Jürgen Hörner (* 12. April 1965 in Mosbach; † 24. Juli 2020 in München) war ein deutscher Medienmanager. Der ehemalige Deutschlandchef von ProSiebenSat.1 entwickelte den Sender eoTV, der im Dezember 2015 auf dem Familiensender RiC startete.

## Werdegang
Nach dem Abitur und einer Ausbildung zum Buchhändler studierte Hörner Amerikanistik, Germanistik und Slawistik an der Ludwig-Maximilians-Universität in München. Seine Tätigkeit bei ProSiebenSat.1 begann er 1993 als Redakteur in der Spielfilmabteilung. Seitdem hatte er diverse Management-Aufgaben in der Firma, wie Bereichsleiter Programmplanung kabel eins und ProSieben, Geschäftsführer kabel eins Fernsehen GmbH, Geschäftsführer ProSieben Television GmbH und Senior Vice President der Programmplanung aller deutschen Free-TV-Sender der Gruppe. Im Jahr 1999 wechselte er als Redakteur in die Programmplanung, übernahm 2000 dort die Ressortleitung und 2003 die Leitung der Abteilung „Planung und Programminformation“. 
Ab dem Jahr 2008 war Hörner stellvertretender Geschäftsführer bei ProSieben. Im April 2011 wurde er zusätzlich Geschäftsführer der ProSiebenSat.1 TV Deutschland GmbH, deren Vorsitz er im Oktober 2012 übernahm. In diesen Positionen entwickelten und etablierten sich die Sendermarken Sixx, Sat.1 Gold und ProSieben Maxx. Diese Position führte er bis 2013 aus. Im Oktober 2014 gründete Jürgen Hörner die Produktionsfirma Euvid One GmbH. Im Dezember 2015 startete der Sender eoTV, für den Hörner bis zur Insolvenz im Mai 2019 als Geschäftsführer tätig war.
Hörner starb am 24. Juli 2020 überraschend an Herzversagen.